# Mathías Cardacio
Mathías Adolfo Cardacio Alaguich (Montevideo, 2 ottobre 1987) è un ex calciatore uruguaiano con passaporto italiano, di ruolo centrocampista.

## Caratteristiche tecniche
Ambidestro, anche se il piede di calcio preferito è il destro, Cardacio è dotato di buon tiro dalla distanza, una buona visione di gioco ed è molto dinamico. Sa sia interdire che costruire gioco e può quindi ricoprire tutte le posizioni al centro del campo. Intervistato da Tuttosport ha dichiarato di ispirarsi a Pirlo.

## Carriera

### Club

#### Nacional
Cardacio ha militato nel Nacional di Montevideo per due stagioni, disputando 19 partite in campionato. Con il Nacional ha esordito in Coppa Libertadores il 28 febbraio 2007 in Vélez Sársfield-Nacional 1-1. Nella massima competizione sudamericana per club Cardacio ha disputato 9 partite nel 2007 e altre 7 nel 2008, realizzando un gol il 23 aprile 2008 contro il Cienciano.
La maglia che ha indossato al Nacional invece del cognome del giocatore aveva scritto Bocha, il suo soprannome insieme a Bochita.

#### Milan
Il 30 luglio 2008 è stato acquistato dal Milan insieme al connazionale Viudez per un esborso totale di circa 4,5 milioni di euro. Il contratto che lega Cardacio al Milan è stato depositato in Lega Calcio il 4 agosto 2008.
Con i rossoneri ha esordito il 3 dicembre 2008 in Milan-Lazio (1-2 dts) di Coppa Italia, subentrando all'85º minuto a Ševčenko. Il 26 aprile 2009 ha fatto il suo esordio in Serie A sostituendo Beckham al 78º minuto di Milan-Palermo (3-0).
Il 28 agosto 2009 ha rescisso consensualmente il contratto con la società rossonera.

#### Ritorno in America e Grecia
Dopo essere rimasto senza squadra per 5 mesi, il 28 gennaio 2010 Cardacio si è accordato con il Banfield, che ha preso in prestito dallo stesso Cardacio il suo cartellino per un anno con un'opzione per il riscatto del 50%. Con il Banfield ha disputato 17 partite, 13 in campionato e 4 nella Coppa Libertadores 2010.
Nel giugno 2010 è stato tesserato dai messicani dell'Atlante, con cui ha disputato 19 partite, 17 tra Apertura e Clausura della Primera División messicana e 2 nella Liguilla.
Nell'estate del 2011 è stato ingaggiato a titolo definitivo dal club greco del Volos, con cui non ha giocato nessuna gara ufficiale. All'inizio del 2012 è passato al Londrina, in Brasile, con cui ha disputato il Campionato Paranaense prima di fare ritorno in Grecia, firmando per l'Asteras Tripolis.

#### Cile, Messico e ritorno in patria
Il 1º febbraio 2013 è stato ingaggiato dai cileni del Colo-Colo, che lo ha aggregato alla squadra riserve, militante nella seconda divisione cilena. Il 27 maggio seguente ha rescisso il proprio contratto con il club.
Rientrato in patria, dal 2013 al 2016 ha militato nel Defensor Sporting. In seguito ha vestito la maglia del Dorados, in Messico, nel 2016-2017 e di nuovo del Defensor Sporting nel 2017-2018. Nel 2019 passa al Nacional e nel 2020 fa ritorno al Defensor Sporting.

### Nazionale
Con la nazionale uruguaiana Under-20 Cardacio ha disputato, nel 2007, il campionato sudamericano Under-20 (terzo posto) e il campionato mondiale di categoria (eliminazione nella fase a gironi).
Ha esordito in nazionale maggiore il 19 novembre 2008 in amichevole a Saint-Denis contro la Francia (0-0), sostituendo Álvaro Pereira al 72º minuto.

## Statistiche

### Presenze e reti nei club
Statistiche aggiornate al 31 gennaio 2016.
| Stagione        | Squadra            | Campionato      | Campionato | Campionato | Coppe nazionali | Coppe nazionali | Coppe nazionali | Coppe continentali | Coppe continentali | Coppe continentali | Totale | Totale |
| Stagione        | Squadra            | Comp            | Pres       | Reti       | Comp            | Pres            | Reti            | Comp               | Pres               | Reti               | Pres   | Reti   |
| --------------- | ------------------ | --------------- | ---------- | ---------- | --------------- | --------------- | --------------- | ------------------ | ------------------ | ------------------ | ------ | ------ |
| 2006-2007       | Nacional           | PD              | 7          | 0          | -               | -               | -               | CL                 | 9                  | 0                  | 16     | 0      |
| 2007-2008       | Nacional           | PD              | 12         | 0          | -               | -               | -               | CL                 | 7                  | 1                  | 19     | 1      |
| Totale Nacional | Totale Nacional    | Totale Nacional | 19         | 0          |                 | -               | -               |                    | 16                 | 1                  | 35     | 1      |
| 2008-2009       | Milan              | A               | 1          | 0          | CI              | 1               | 0               | CU                 | 0                  | 0                  | 2      | 0      |
| gen.-giu. 2010  | Banfield           | PD              | 13         | 0          | -               | -               | -               | CL                 | 4                  | 0                  | 17     | 0      |
| 2010-2011       | Atlante            | PD              | 19         | 1          | -               | -               | -               | -                  | -                  | -                  | 19     | 1      |
| 2011-gen. 2012  | Olympiakos Volos   | SL              | 0          | 0          | CG              | 0               | 0               | -                  | -                  | -                  | 0      | 0      |
| feb.-giu. 2012  | Londrina           | A1/PR           | 4          | 1          | -               | -               | -               | -                  | -                  | -                  | 4      | 1      |
| 2012-feb. 2013  | Asteras Tripolis   | SL              | 7          | 0          | CG              | 1               | 0               | -                  | -                  | -                  | 8      | 0      |
| feb.-giu. 2013  | Colo-Colo          | PD              | 0          | 0          | -               | -               | -               | -                  | -                  | -                  | 0      | 0      |
| 2013-2014       | Defensor Sporting  | PD              | 10         | 0          | -               | -               | -               | CL                 | 10                 | 0                  | 20     | 0      |
| 2014-2015       | Defensor Sporting  | PD              | 13         | 1          | -               | -               | -               | -                  | -                  | -                  | 13     | 1      |
| 2015-gen. 2016  | Defensor Sporting  | PD              | 8          | 0          | -               | -               | -               | CS                 | 6                  | 0                  | 14     | 0      |
| gen. 2016-      | Dorados de Sinaloa | PD              | 1          | 0          | CM              | 0               | 0               | -                  | -                  | -                  | 1      | 0      |
| Totale carriera | Totale carriera    | Totale carriera | 95         | 3          |                 | 2               | 0               |                    | 36                 | 1                  | 133    | 4      |

### Cronologia presenze e reti in nazionale
| Cronologia completa delle presenze e delle reti in nazionale ― Uruguay | Cronologia completa delle presenze e delle reti in nazionale ― Uruguay | Cronologia completa delle presenze e delle reti in nazionale ― Uruguay | Cronologia completa delle presenze e delle reti in nazionale ― Uruguay | Cronologia completa delle presenze e delle reti in nazionale ― Uruguay | Cronologia completa delle presenze e delle reti in nazionale ― Uruguay | Cronologia completa delle presenze e delle reti in nazionale ― Uruguay | Cronologia completa delle presenze e delle reti in nazionale ― Uruguay |
| Data                                                                   | Città                                                                  | In casa                                                                | Risultato                                                              | Ospiti                                                                 | Competizione                                                           | Reti                                                                   | Note                                                                   |
| ---------------------------------------------------------------------- | ---------------------------------------------------------------------- | ---------------------------------------------------------------------- | ---------------------------------------------------------------------- | ---------------------------------------------------------------------- | ---------------------------------------------------------------------- | ---------------------------------------------------------------------- | ---------------------------------------------------------------------- |
| 19-11-2008                                                             | Saint-Denis                                                            | Francia                                                                | 0 – 0                                                                  | Uruguay                                                                | Amichevole                                                             | -                                                                      |                                                                        |
| Totale                                                                 |                                                                        | Presenze                                                               | 1                                                                      |                                                                        | Reti                                                                   | 0                                                                      |                                                                        |

## Palmarès

### Club

#### Competizioni nazionali
- Supercopa Uruguaya: 1

Nacional: 2019